# 伊萬尼夫卡 (烏紹米爾市鎮)
50°48′32″N 28°37′49″E / 50.80889°N 28.63028°E
伊萬尼夫卡（烏克蘭語：Іванівка）是位於烏克蘭北部的村莊，由日托米爾州科羅斯堅區的烏紹米爾市鎮負責管轄。該村始建於1834年，面積1.58平方公里，海拔高度193米，2001年人口303，人口密度每平方公里192.38人。